# Grand Prix moto du Kazakhstan
Le Grand prix du Kazakhstan de vitesse moto est une épreuve qui aurait dû faire partie du Championnat du monde de vitesse moto en 2024 et devant se dérouler sur le Circuit international de Sokol à Almaty. Le circuit est long de 4 495 mètres.
L'édition de 2024 est reportée puis annulée en raison des dommages continus causés par les inondations en Asie centrale à proximité du circuit, et d'autres travaux d'homologation incomplets, l'événement étant remplacé par le Grand Prix moto d'Émilie-Romagne. La course n'a pas non plus été incluse dans le calendrier 2025, elle est donc désormais considérée comme une course proposée.

## Palmarès

### Par saison
| Année | Circuit                                                    | Moto3                                                      | Moto2                                                      | MotoGP                                                     | Rapport                                                    |
| ----- | ---------------------------------------------------------- | ---------------------------------------------------------- | ---------------------------------------------------------- | ---------------------------------------------------------- | ---------------------------------------------------------- |
| 2024  | Édition annulée en raison des inondations en Asie centrale | Édition annulée en raison des inondations en Asie centrale | Édition annulée en raison des inondations en Asie centrale | Édition annulée en raison des inondations en Asie centrale | Édition annulée en raison des inondations en Asie centrale |